# Diego Terrazas
Diego Terrazas Perez (Santa Cruz, Bolivia. 23 de febrero de 1987) es un futbolista boliviano. Juega como defensa y su actual equipo es el Club Deportivo Oriente Petrolero de la Liga de Fútbol Profesional Boliviano.  

## Clubes
| Club              | País    | Año           |
| ----------------- | ------- | ------------- |
| Oriente Petrolero | Bolivia | 2007-2012     |
| Guabirá           | Bolivia | 2012-2013     |
| Oriente Petrolero | Bolivia | 2013-presente |